# Synagoga w Milówce
Synagoga w Milówce – synagoga wzniesiona w 1882 roku, zniszczona podczas II wojny światowej, która znajdowała się w Milówce przy obecnej ulicy Grunwaldzkiej, w pobliżu mostu na Sole.
Synagoga została zbudowana w 1882 roku. Podczas II wojny światowej Niemcy zburzyli synagogę. Po zakończeniu wojny budynku synagogi nie odbudowano.
Murowany budynek synagogi wzniesiono na planie prostokąta. Wewnątrz w zachodniej części znajdował się przedsionek, nad którym na piętrze znajdował się babiniec. Dalej znajdowała się główna sala modlitewna z bogato zdobionym Aron ha-kodesz na ścianie wschodniej.

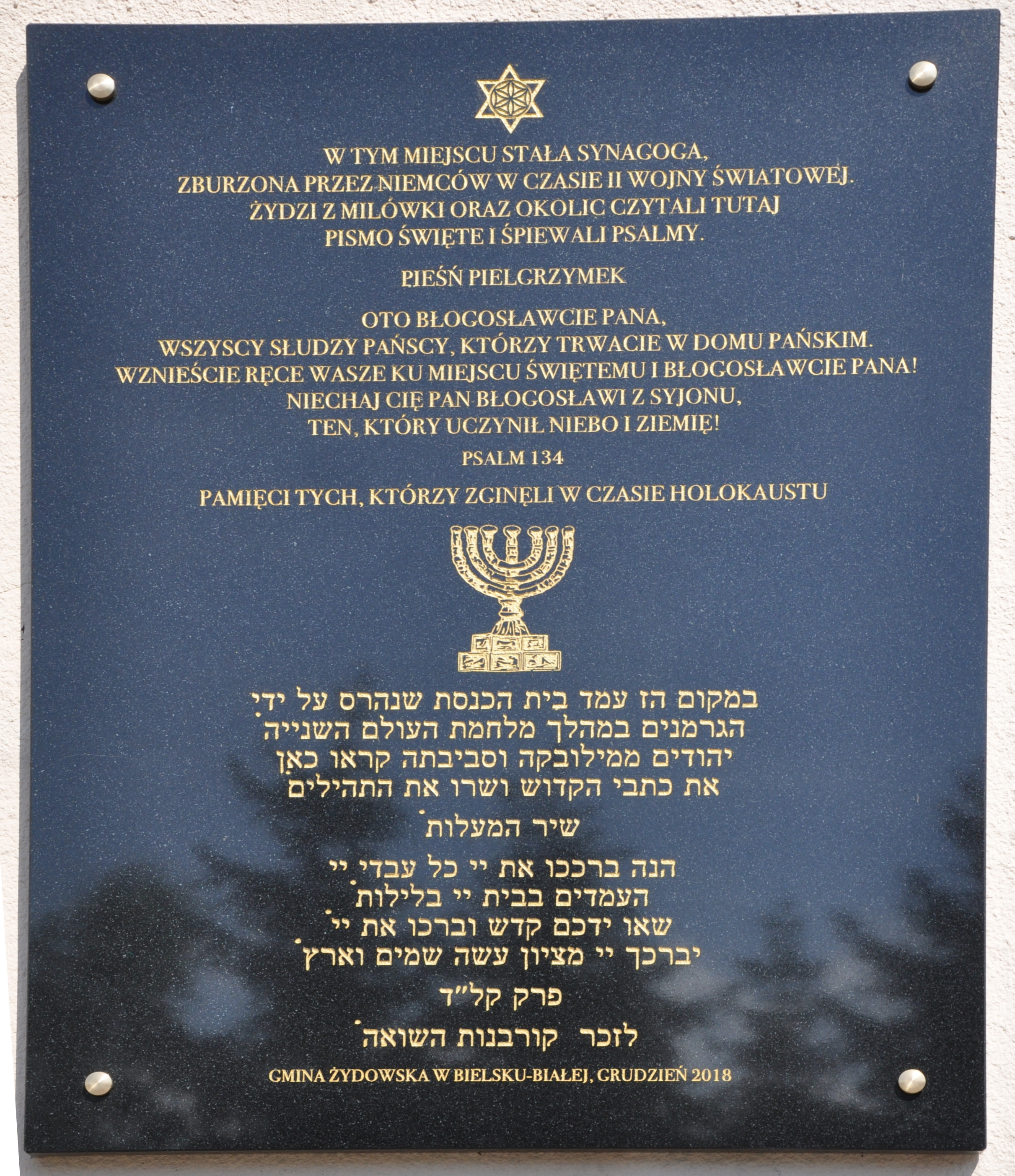
Tablica upamiętniająca nieistniejącą synagogę w Milówce